# ژان-ماری لو پن
ژان-ماری لو پِن (فرانسوی: Jean-Marie Le Pen‎؛ ۲۰ ژوئن ۱۹۲۸ – ۷ ژانویهٔ ۲۰۲۵) سیاستمدار راست‌گرا و ملی‌گرای فرانسوی و بنیانگذار و رهبر جبهه ملی فرانسه تا سال ۲۰۱۱ بود.
فعالیت‌های ژان-ماری لو پن بر توقف پذیرش مهاجران، فرهنگ سنتی، قانون و نرخ بیکاری بالای فرانسه متمرکز بود و از افزایش انگیزه برای خانه‌داران، محدودیت بر مهاجرت، مجازات مرگ، و مخالفت با فرایند یکپارچگی اروپا حمایت می‌کرد. او شدیداً مخالف ازدواج با همجنس، اتانازی، و سقط جنین بود. وی خواهان لغو قانون موسوم به قانون گسو (دربارده محکومیت هر گونه اظهارات ضدیهودی) شده‌بود. او گفته بود این قانون با اصل آزادی بیان مخالف است.
ژان-ماری لو پن و دخترش مارین عضو مستقل پارلمان اروپا بودند. او پنج بار در انتخابات ریاست‌جمهوری فرانسه شرکت کرد. از جمله در سال ۲۰۰۲ وقتی دوم شد از لیونل ژوسپن نامزد اصلی جناح چپ پیشی گرفت. کارزار انتخاباتی او در سال ۲۰۰۷ در سن ۷۸ سال و ۹ ماهگی، او را پیرترین نامزد ریاست‌جمهوری در فرانسه ساخت.

## آغاز زندگی
ژان-ماری لو پن در ۲۰ ژوئن ۱۹۲۸ در دهکده کوچک ترینیته سور مر در برتانی فرانسه زاده شد. او پدر خود را در ۱۴ سالگی در اثر برخورد قایق ماهیگیری او با یک مین دریایی آلمانی از دست داد. به این ترتیب لو پن به عنوان «دانش‌آموز ملت» (کسانی که والدینشان در جنگ زخمی یا کشته شده‌اند) شناخته شده و حق دریافت کمک مالی و حمایت دولتی را بدست آورد.

## نیروی نظامی
ژان-ماری در سال ۱۹۳۴ تلاش کرد به نهضت مقاومت فرانسه بپیوندد، اما درخواست او رد شد. وقتی موضوع پیوستن به نیروهای نظامی را به ماردش گفت مادرش به او سیلی زد. لو پن در سال ۱۹۵۴ به لژیون خارجی فرانسه پیوست و به هندوچین رفت. او در نبرد دین بین فو شرکت داشت. او ادعا کرده بود در جریان مبارزات انتخاباتی سال ۱۹۵۸ چشم چپ خود را از دست داده‌است. اما چشم راست او تنها، خراش برداشته و از نابینا نشده بود.
سپس در جریان بحران کانال سوئز به مصر رفت. او در دوران خدمت او در الجزایر از نظر سیاسی و حرفه‌ای پیشرفت کرد. او در جنگ استقلال الجزایر به‌عنوان افسر اطلاعاتی خدمت کرد و ظاهرا در شکنجه اسرای الجزایری شرکت داشت. اما او همیشه آن را انکار می‌کرد. تا جایی که چند دهه بعد از دو روزنامه لو کانار انشن و لیبراسیون به دلیل این اتهام شکایت کرد. لو پن پایان دادن به جنگ الجزایر و از دست دادن آن کشور را نتیجه خیانت شارل دو گل می‌دانست که به نفرت او از دو گل منجر شد.

## کار سیاسی

### آغاز
لو پن کار سیاسی خود را در سال ۱۹۵۶ در حزب اتحاد برای دفاع از تجار و صنعتگران به رهبری پیر پوژاد، رهبر اتحادیه مغازه‌داران راست‌گرای تندرو آغاز کرد و از طریق این حزب به عضویت مجمع ملی انتخاب شد. اما این همکاری طولانی نبود و لو پن برای مدت کوتاهی به خدمت در ارتش در الجزایر بازگشت. او در سال ۱۹۶۲ کرسی خود را در مجمع ملی از دست داد.

### انتخابات ۱۹۶۵
لو پن در سال ۱۹۶۵ به عنوان مدیر مبارزات انتخاباتی ژان لوئی تیکیر-ویگنانکور، نامزد راست افراطی در انتخابات ریاست‌جمهوری فعالیت کرد. او در جریان همان مبارزات انتخاباتی بینایی چشم چپ خود را بر اثر ضربه هنگام نصب چادر از دست داد و برای چندین سال از یک چشم‌بند استفاده کرد. این موضوع باعث شایعاتی در مورد حمله به او برسر موضوعات سیاسی شد. در واقع، او یک چشم خود را در اثر  از دست داد.

### پیشرفت
پیشرفت سیاسی لو پن در سال ۱۹۷۲ و با بنیان‌گذاری جبهه ملی آغاز شد. این حزب در ابتدا از حمایت اندکی برخوردار بود. لو پن در سال ۱۹۷۴ از سوی حزب خود نامزد انتخابات ریاست‌جمهوری نامزد شد. اما کمتر از یک درصد از آرا را به دست آورد. او برای انتخابات سال ۱۹۸۱ حتی نتوانست شمار کافی امضا برای ثبت برگه نامزدی خود جمع کند. با اینحال با گذشت زمان سیاست ضد مهاجرتی شدید این حزب نظر رای‌دهندگان را جلب کرد. این حزب به‌ویژه در جلب نظر مردم جنوب فرانسه موفق بود. زیرا مردم آن منطقه از ورود پناهندگان از شمال آفریقا ناراضی بودند. به همین دلیل جبهه ملی در انتخابات ۱۹۸۴ پارلمان اروپا ۱۰ درصد آرا را بدست آورد. خودِ لو پن در این انتخابات صاحب یک کرسی شد و آنرا برای بیش از ۳۰ سال حفظ کرد. او به عنوان نماینده پارلمان اروپا نفرت خود را از اتحادیه اروپا و مداخله این اتحادیه در امور داخلی فرانسه می‌دانست ابراز می‌کرد. او همچنین یورو را «ارز اشغالگران» نامید.

### تاثیر دیدگاه افراطی بر خانواده
به دلیل دیدگاه راستی افراطی ژان-ماری لو پن، در سال ۱۹۷۶  آپارتمان زندگی او در مرکز پاریس هدف بمب‌گذاری قرار گرفت که آسیب زیادی وارد کرد. اما او و خانواده‌اش جان سالم به در بردند. در سال ۱۹۸۴ همسرش پی‌یه‌رت، او را شیطان نامید و خانه را ترک کرد. سپس برای انتقام از ژان-ماری لو پن برای مجله پلی‌بوی در عکس‌های نیمه‌ عریان گرفت.

### ابراز نظر درباره یهودیان
ژان-ماری لو پن در یک مصاحبه در سال ۱۹۸۷ گفت: «من نمی‌گویم که اتاق‌های گاز وجود نداشتند، من هرگز آنها را ندیده‌ام، من هرگز به طور خاص این موضوع را مطالعه نکرده‌ام، اما معتقدم که آنها بخشی از جزئیات تاریخچه جنگ جهانی دوم هستند.» این اظهار نظر او تا پایان زندگی سیاسی لو پن تاثیر گذاشت.

### انتخابات‌های ریاست‌جمهوری

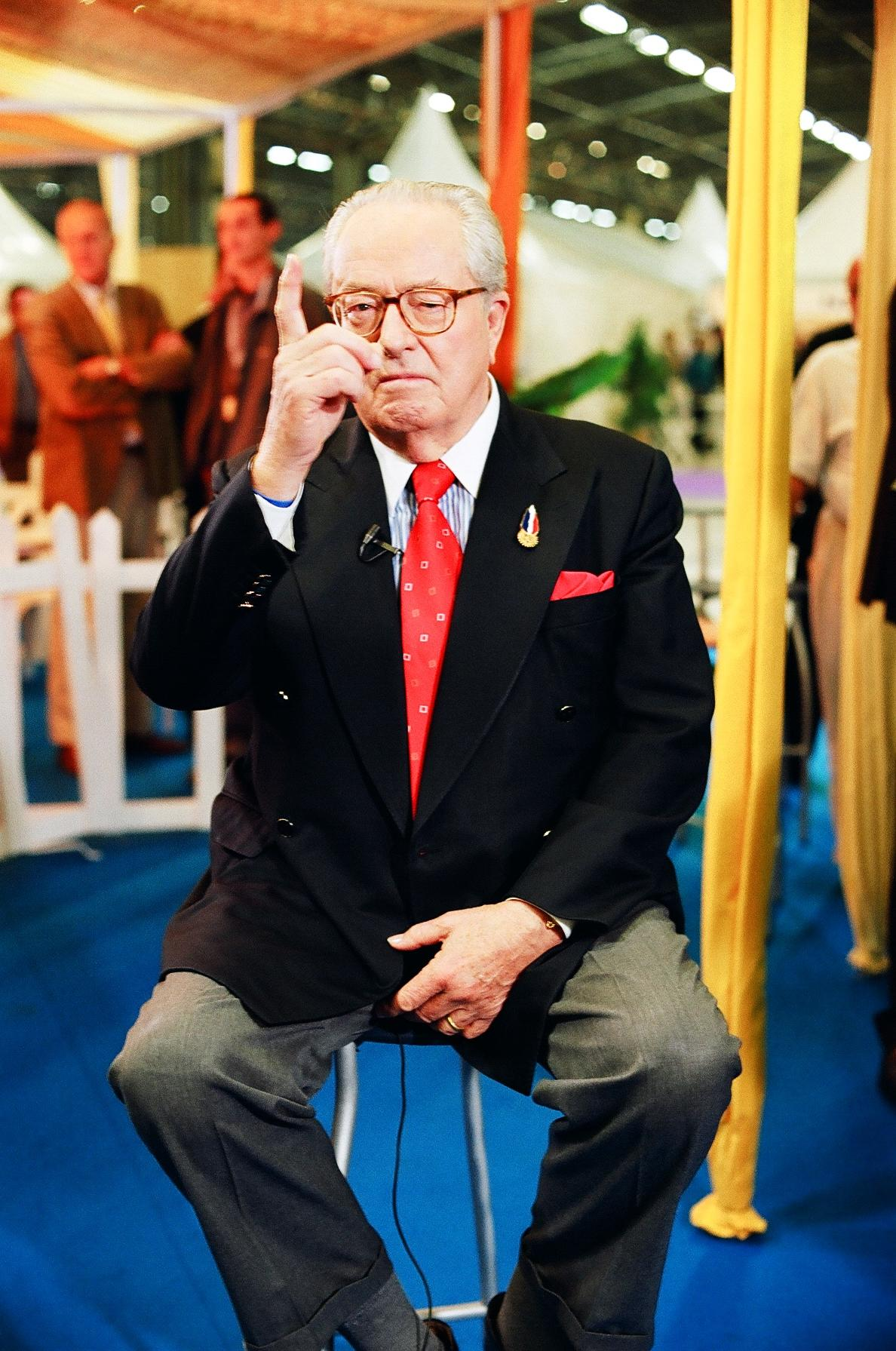
ژان-ماری لو پن در سپتامبر ۲۰۰۵

با وجود اظهارات جنجالی، محبوبیت لو پن افزایش یافت. تا جایی که در انتخابات ریاست‌جمهوری سال ۱۹۸۸ توانست ۱۴ درصد آرا و در سال ۱۹۹۵ به ۱۵ درصد را بدست بیاورد. در انتخابات ریاست‌جمهوری سال ۲۰۰۲ حضور نامزدهای متعدد وابسته به جریان‌های اصلی سیاسی باعث تضعیف موقعیت آنها شدو باعث شد ژان-ماری لو پن به دور دوم راه یابد. این نتیجه باعث بهت جامعه فرانسه شد و بیش از یک میلیون نفر برای اعتراض به نظرات لو پن به خیابان‌ها رفتند. اظهارات لو پن باعث شد احزاب دیگر از حامیان خود بخواهند در دور دوم از ژاک شیراک حمایت کنند و در نهایت شیراک در آن رای‌گیری پیروز شد.
لو پن بار دیگر در سال ۲۰۰۷ برای ریاست‌جمهوری نامزد و چهارم شد. او در آن هنگام پیرترین نامزد انتخابات ریاست‌جمهوری در فرانسه بود. وی در آن انتخابات به علت اجداد یونانی، مجار و یهودی نیکولا سارکوزی او را «خارجی» نامید.

## جدایی از مارین
پس از انتخابات ریاست‌جمهوری ۲۰۰۷ حزب دچار مشکل مالی شد. در نتیجه لو پن در سال ۲۰۱۱ از رهبری حزب استعفا داد و دخترش مارین جانشین او شد. مارین لو پن تلاش کرد از سیاست‌های افراطی‌تر پدرش دوری کند تا حزب محبوبیت بیشتری پیدا کرده و همچنین رأی‌دهندگان مردد را جذب کند. این سیاست‌گذاری متفاوت باعث جدایی پدر و دختر شد.
در سال ۲۰۱۵ ژان-ماری لو پن در یک مصاحبه رادیویی، انکار هولوکاست را تکرار کرد که باعث اخراج او از حزب جبهه ملی شد. هنگامیکه مارین لو پن در سال ۲۰۱۷ حزب جبهه ملی را به اجتماع ملی تغییر داد، پدرش این اقدام محکوم کرد و آن را خودکشی سیاسی خواند.

## مواضع در مورد ایران
او با هرگونه حمله احتمالی به ایران مخالف بود و می‌گفت که می‌ترسد که چنین اقدامی به بروز جنگ جهانی سوم منجر شود. او همچنین از برنامه هسته‌ای ایران دفاع کرده و گفته بود: «تبلیغاتی که دربارهٔ فعالیت‌های هسته‌ای ایران در جهان به راه افتاده به این دلیل است که آمریکا و متحدان نزدیک آن، به دنبال جنگ با ایران و شاید جنگ با جهان‌اسلام هستند.» به نوشته روز آنلاین او از مهمانان ویژه جشن‌های سالگرد انقلاب ۱۳۵۷ ایران در سفارت این کشور در فرانسه‌بود.